# Eulomalus pupulus
Eulomalus pupulus är en skalbaggsart som beskrevs av Cooman 1937. Eulomalus pupulus ingår i släktet Eulomalus och familjen stumpbaggar. Inga underarter finns listade i Catalogue of Life.